# USS Buchanan (DD-484)
Эскадренный миноносец «Бьюкенен» (англ. USS Buchanan (DD-484)) — американский эсминец типа Gleaves.
Заложен на верфи Federal Shipbuilding, Kearny, Кирни 11 февраля 1941 года. Спущен 22 ноября 1941 года, вступил в строй 21 марта 1942 года.
С 21 мая 1946 по 11 декабря 1947 года в резерве. Выведен в резерв 28 апреля 1948 года.
Из ВМС США исключён 7 июня 1949 года.
28 апреля 1949 передан Турции, где 29 апреля 1949 года введён как эсминец Muhrip (G.1), позже D 24, и D 346 «Gelibolu». Исключён 15 июня 1977 года и разобран на слом.